# Pochazia antigone
Pochazia antigone är en insektsart som beskrevs av George Willis Kirkaldy 1902. Pochazia antigone ingår i släktet Pochazia och familjen Ricaniidae. Inga underarter finns listade i Catalogue of Life.